# Francesco Scalini
Francesco Scalini (* 15. August 1792 in Como; † 8. März 1871 in Genestrerio) war ein österreichischer Ingenieur und Politiker.

## Leben
Francesco Scalini war der Sohn des vermögenden Goldschmieds Abbondio Scalini und dessen Ehefrau Laura (geb. Calvi-Fontana).
Er begann ein Ingenieur- und Architekturstudium an der Universität Pavia und schloss es an der Universität Bologna bei Giovanni Antonio Antolini ab. 
Als Joachim Murat 1815 begann, den Kirchenstaat zu besetzen, begrüsste Francesco Scalini dessen Einzug in Bologna am 2. April 1815 und bot sich, allerdings erfolglos, der Nationalgarde als Freiwilliger an. Nachdem die Herrschaft Murats jedoch durch dessen Hinrichtung am 13. Oktober 1815 endete, zog er nach Ägypten und wurde in Kairo vom Salpeterproduzenten Giovanni Baffi, der aus Pergola stammte, angestellt. Im Auftrag von Giovanni Baffi und dem englischen Konsul Henry Salt führte er Ausgrabungsarbeiten in Ägypten durch und machte wertvolle archäologische Funde. Im Laufe der Zeit entwickelte er sich zu einem Gelehrten der ägyptischen und griechisch-römischen Geschichte und Kunst sowie Numismatiker und Büchersammler. 
1819 kehrte er nach Como zurück und kam mit den liberalen und demokratischen Mailänder Kreisen in Kontakt; er nahm an den Verschwörungstreffen des Unternehmers Luigi Porro Lambertenghi (1780–1860) teil, der, gemeinsam mit Silvio Pellico, Italien vereinen und eine neue Verfassung geben wollte. Als Lambertenghi verhaftet werden sollte, konnte dieser 1820 nach England fliehen, während Pellico verhaftet wurde. 
Im August 1825 liess Francesco Scalini sich in Pergola nieder, nachdem Baffi dorthin vorübergehend aus Ägypten zurückgekehrt war und von Papst Leo XII. die Erlaubnis erhalten hatte, Salpeter im Kirchenstaat herzustellen; er wurde Verwalter der Güter von Baffi. Während seines Aufenthalts in Pergola, den er von November 1827 bis Juni 1828 unterbrach, um nach Como zurückzukehren und seinen österreichischen Pass zu erneuern, stand er mit Mitgliedern der Carbonari in Verbindung.
Nach dem Ausbruch der Revolution nahm Francesco Scalini am 10. März 1831 für die Gemeinden Pergola und Pennabilli als Abgeordneter in der Versammlung der vereinigten Provinzen in Bologna teil, als die Österreicher bereits vor den Toren der Stadt standen. Nachdem der Aufstand durch die Österreicher unterdrückt worden war, wurde er durch ein Dekret des Strafgerichtshofs von Mailand am 8. August 1831 wegen Hochverrats aus dem Kirchenstaat ausgewiesen. 
Sofort nachdem er österreichisches Staatsgebiet betreten hatte, wurde er an einem Grenzbahnhof verhaftet und nach Mailand überführt. Obwohl die Vernehmungen durch Paride Zajotti (1793–1843) keine Beweise erbrachten, dass er die Revolution auf Österreich ausdehnen wollte, verhängte der oberste Senat des Königreichs Lombardo-Venetien das Todesurteil gegen ihn. Nach einer Begnadigung wurde er am 9. Oktober 1832 aus dem Gefängnis entlassen, erhielt jedoch die Auflage, keinen Kontakt zu seinen liberalen Freunden aufzunehmen, und es wurde ein Einreiseverbot in die Schweiz ausgesprochen. Während seines Aufenthaltes in Como war er mit Cesare Cantù befreundet, kam mit Giuseppe Mazzini in Kontakt und trat wahrscheinlich der Giovine Italia bei. 
Er reiste nach Ägypten aus und kam am 7. November 1833 in Alexandria an. Für Baffi führte er wieder Ausgrabungsarbeiten in Oberägypten, Palästina, dem Sinai und in Darfur aus, hierbei war er wieder für den Briten Henry Salt und den Österreicher Giuseppe Acerbi tätig. Es gelang ihm, einen britischen Pass zu erhalten, und er siedelte mit diesem 1835 in die Schweiz um. Er lebte in Mendrisio, Lugano und schließlich in Genestrerio, wo er seinen endgültigen Wohnsitz errichtete. Im Tessin war er für die italienische Sache weiterhin politisch aktiv und arbeitete an einer Gesamtausgabe von Ugo Foscolos Werken, die jedoch nie veröffentlicht wurde. Er nutzte jedoch die Kontakte in das lombardische Kulturumfeld von Ugo Foscolo und sammelte dokumentarische und unveröffentlichte Materialien zu ihm, die er später als Foscoliana veröffentlichte. 
Als es im März 1848 zu nationalen Aufständen gegen die Österreicher kam, eilte er mit einem ausgewählten Trupp von Carabinieri aus dem Tessin zu den Fünf Tagen nach Como, wurde dort Mitglied der Militärkommission und war an der österreichischen Kapitulation beteiligt; in der Zeit vom 23. März 1848 bis zum 13. April 1848 war er in der Provisorischen Regierung von Como Mitglied des Ausschusses für Sicherheit und Verteidigung. Nach der Rückkehr der Österreicher widmete er sich im Hinblick auf einen neuen Aufstand dem Waffenschmuggel und sorgte für die Verbreitung der illegalen Presse. Nach der Verhaftung von Luigi Dottesio (1814–1851), der bei seiner Einreise nach Italien illegale Flugblätter bei sich führte, wurde auf Druck von Josef Wenzel Radetzky von Radetz die Ausweisung von Francesco Scalini am 3. April 1851 und dann noch einmal am 8. März 1853 verfügt, die er jedoch aufgrund seines britischen Passes verhindern konnte. 
Nachdem er 1856 die kantonale Staatsbürgerschaft im Tessin erhalten hatte, führte er ein Leben im Ruhestand in Genestrerio, beteiligte sich nur noch an der lokalen Politik und widmete sich dem Anbau von Maulbeeren für die Seidenindustrie. 
Er übersetzte das von Francis Bacon geschriebene Sermones fideles aus dem englischen in das Italienische Calendario per la futura Italia ossia ogni giorno un quesito italico, una sentenza ed un proverbio di argomento morale, politico economico coll’aggiunta della versione italiana dei sermoni fedeli o dell’intima natura delle cose e di altre operette di Francesco Bacone. Weiterhin publizierte er unter anderem Schriften über die politische Intervention in der sogenannten Tessiner Diözesanfrage, einen Aufsatz über die biblische Exegese und eine Schrift, in der er versuchte, Religion und Glauben in der Wissenschaft zu integrieren. 
Francesco Scalini war vielfältig tätig und beschäftigte sich mit Naturwissenschaften und Physik, mit theologischen Lehren sowie klassischen und modernen Schriften sowie mit sprachwissenschaftlichen und philologischen Studien. 
Er war zeit seines Lebens unverheiratet.

## Schriften (Auswahl)
- Francesco Scalini; Francis Bacon: Calendario per la futura Italia ossia ogni giorno un quesito italico, una sentenza ed un proverbio di argomento morale, politico economico coll’aggiunta della versione italiana dei sermoni fedeli o dell’intima natura delle cose e di altre operette di Francesco Bacone. Malines: Presso Giosué Hokop, 1841.
- A Stefano Franscini, membro del Consiglio di Stato ticinese: terza delle sole sette copie in carta distinta. 1841.
- Allocuzione ai carabinieri della Svizzera. Lugano: Tip. della Svizzera italiana, 1845.
- Lettera apologetica di Franco Scalini, ingegnere-architetto, al signor ingegnere-architetto Angelo Somazzi. 1846.
- A Don Giacomo Perucchi eletto preposto di Stabio per voto di popolo secondo la vigente legge comunale. Lugano: Traversa e Degiorgi tipografi-libraj, 1855.
- Encomio a Stefano Franscini. Bellinzona: Colombi, 1860.
- Dell'influenza della Luna sulla Terra: scheda. Como : Coi Tipi di Carlo Franchi, 1869.